# 東京都立品川特別支援学校
東京都立品川特別支援学校（とうきょうとりつ しながわとくべつしえんがっこう、英: Tokyo Metropolitan Shinagawa Special Needs School）は、東京都品川区南品川にある特別支援学校。

## 基本情報
小学部と中学部が設置されており、通学のため17台のスクールバスが運行されている。
校舎の3階には屋外プールがあり、体育活動や水泳の授業に使用されている。
体育発表会や学習発表会などの行事や、品川区立浅間台小学校や品川学園の児童生徒との学校間交流がある。
卒業後は田園調布特別支援学校や港特別支援学校の高等部に進学することが多い。

## 通学区域
品川区
- 勝島、東品川2・3・4・5丁目、八潮、南大井、東八潮、上大崎二丁目以外の地域。

目黒区
- 駒場、大橋、青葉台、上目黒、五本木、鷹番2丁目～3丁目、中央町、中町、中目黒、東山、三田、目黒、祐天寺以外の地域。

大田区
- 大森北、大森本町、大森東、大森中、大森南、東蒲田、北糀谷、平和島、東海、城南島、京浜島、昭和島、東馬込、北馬込、山王、ふるさとの浜辺公園、平和の森公園。

## 在籍人数
小学部178名、中学部68名、合計246名（2025年度）

## 建要
- 延床面積	8,808m2
- 階数	地上4階
- 構造	鉄筋コンクリート造、鉄骨造、鉄骨鉄筋、コンクリート造

## 歴代校長
- 初代校長 北山博通
- 第2代校長 森崎正和
- 第3代校長 平塚雄二
- 第4代校長 杉本順
- 第5代校長 中山啓
- 第6代校長 松井栄人
- 第7代校長 田島 忍

## アクセス
- 京浜東北線・東急大井町線：大井町駅から徒歩約5分
- 京浜急行線：青物横丁駅から徒歩約10分